# Toni Kankaanpää

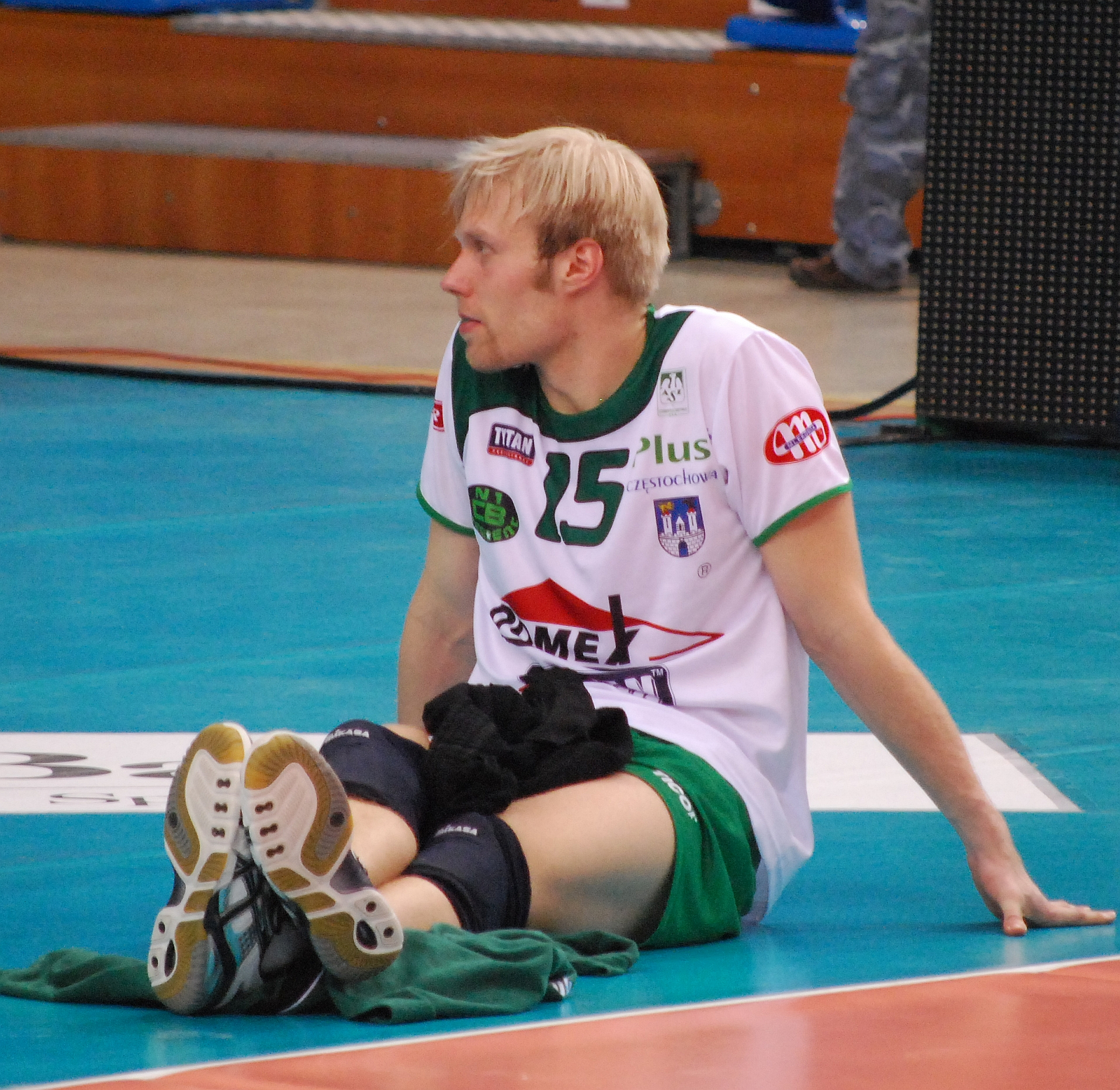
Toni Kankaanpää

Toni Kankaanpää est un ancien joueur finlandais  de volley-ball né le 18 mars 1984. Il mesure 1,94 m et jouait réceptionneur-attaquant.

## Clubs
| Club            | Pays     | De        | À         |
| --------------- | -------- | --------- | --------- |
| Korson Veto     | Finlande | 2001-2002 | 2005-2006 |
| Tartu Pere Leib | Estonie  | 2006-2007 | 2007-2008 |
| Omonia Nicosia  | Chypre   | 2008-2009 | ...       |

## Équipe nationale
Toni Kankaanpää a disputé son 1er match conte l'Équipe des Pays-Bas de volley-ball  en 2004.